# 宋慈墓
宋慈墓，位于中国福建省南平市建阳区崇雒乡崇雒村昌茂坊，为一个省级文物保护单位，类型为古墓葬，为第一批福建省文物保护单位，公布时间为1961年5月10日。
宋慈墓的历史年代为宋。

## 简介
宋慈在为官的二十几年中断案无数，世界上所认可的法医学的鼻祖，为了法医学做出了很大的贡献。《洗冤集录》被译成荷兰文、法文、朝、日、英、俄等国文字，可见此书在世界法医史上也赢得了一定的影响与地位。